# Сафонов, Алексей Васильевич

Алексей Сафонов в молодости

Алексе́й Васи́льевич Сафо́нов (род. 8 октября 1938, Загорск, Московская область) — советский и российский киноактёр, мастер дубляжа. Заслуженный артист РСФСР (1991).
Наиболее известен ролью Рольфа в многосерийном телевизионном фильме «Семнадцать мгновений весны».

## Биография
Окончил ВГИК в 1961 году, актёрский факультет, курс Ольги Ивановны Пыжовой. Учился вместе с Тамарой Сёминой и Натальей Кустинской.
После окончания института был зачислен в штат киностудии имени Горького.
В кино дебютировал еще будучи студентом в 1961 году, сыграл главную роль — Сергея Новоскольцева — в фильме «Горизонт» режиссёра Иосифа Хейфеца. По сюжету двенадцать выпускников приезжают на целину, где, избавляясь от детских иллюзий, начинают входить во взрослую жизнь. Его партнерами по съемкам стали такие мастера как Юрий Толубеев и Борис Чирков.
Сафонов — мастер дубляжа и озвучивания. Последние годы известен и как режиссёр закадрового озвучивания. Продолжает сниматься в кино.
Родители актёра были инженерами на ЗОМЗе — отец был заместителем начальника отдела труда, мать — начальник бюро труда и зарплаты. Дядя — Пётр Григорьевич Сафонов, актер, служил в Московском областном театре. Семья жила на Большой Кукуевской улице (ныне 1-й Ударной Армии). Во время войны семья была в эвакуации в Томске, где родители трудились на оборонном заводе. Большое влияние на выбор дальнейшей профессии Алексея оказал брат отца Пётр Григорьевич, который часто бывал в Загорске со спектаклями Московского областного театра. Алексей часто бывал за кулисами и еще в детстве очень заинтересовался актёрским делом. В старших классах посещал драматический кружок. После окончания школы отправился в Москву и с первого раза поступил в театральный. Во время учебы ему пришлось работать над дикцией, поскольку он немного картавил.
Супруга — актриса Наталья Казначеева.

## Фильмография

### Актёр
- 1961 — Горизонт — Сергей Новоскольцев
- 1962 — На семи ветрах — старший военного патруля
- 1963 — Конец и начало — коммунист Мемос
- 1963 — Под землёй — Смоляков, разведчик
- 1964 — Ракеты не должны взлететь — комендант (нет в титрах)
- 1965 — Хочу верить — Алексей Трофименко
- 1966 — Кто вернётся — долюбит — немецкий офицер
- 1966 — Первая любовь
- 1966 — Чужое имя — Виктор Поликарпович Ильин — советский разведчик, замученный фашистами
- 1967 — Десятый шаг — Арон Александрович Глузкин, продкомиссар
- 1967 — Операция «Трест» — Владимир Стырне
- 1968 — Любовь Серафима Фролова — Лёша
- 1972 — Жизнь и удивительные приключения Робинзона Крузо — боцман
- 1973 — Анискин и Фантомас — Григорий Петрович Голубков, киномеханик
- 1973 — Молчание доктора Ивенса — сотрудник спецслужб
- 1970 — Поезд в завтрашний день — Николай Бухарин
- 1973 — Дед левого крайнего — жених
- 1973 — Новоселье в будний день
- 1973 — Семнадцать мгновений весны — Юрген Рольф, штурмбаннфюрер СС (6-я серия, 9-я серия)
- 1974 — Жребий
- 1975 — Бегство мистера Мак-Кинли — священник
- 1977 — Бухта радости — Романов
- 1978 — Артём — Авилов
- 1978 — Мятежный «Орионъ» —  барон фон Гиллер, командир немецкой подводной лодки
- 1978 — Плата за истину — Морен
- 1980 — Крах операции «Террор» — секретарь Великого князя
- 1981 — Приказ: огонь не открывать — Сергачёв
- 1981 — Фронт в тылу врага — арестовывавший профессора
- 1982 — Владивосток, год 1918 — Грачек
- 1983 — День командира дивизии — комиссар дивизии Бронников
- 1984 — Мёртвые души — Сергей Авдеевич, прокурор
- 1984 — На миг оглянуться… — капитан
- 1984 — Снег в июле
- 1986 — Досье человека в «Мерседесе» — Колгерт Алекс
- 1989 — Этюды о Врубеле — художник Васнецов
- 1989 — Когда мне будет 54 года — Валентин Константинович Правдин
- 1989 — Пиры Валтасара, или Ночь со Сталиным — Нестор Лакоба
- 1990 — Мне не забыть, не простить
- 1992 — Разыскивается опасный преступник — капитан Пысин
- 1995 — Под знаком Скорпиона — Григорий Зиновьев
- 2007 — Слуга государев — шведский солдат
- 2008 — Мачеха — Никита Ильич, дедушка Тимки
- 2008 — Взрослые игры — Никита Ильич, дедушка Тимки (нет в титрах)
- 2008 — Галина
- 2008 — Туман рассеивается — Энглтон, начальник контрразведки ЦРУ
- 2009 — Доярка из Хацапетовки. Вызов судьбе — Поль Бланк
- 2009 — Офицеры-2 — генерал

### Актёр озвучивания
- 2005 — Кароль. Человек, ставший папой римским — Отец Кароля
- 2004 — Незнайка и Баррабасс — Часовой
- 1999 — Подруги президента — Гордон Лидди
- 1998 — Вавилон-5: Река душ — Охотник за душами, Первая душа
- 1998 — Пальметто
- 1998 — Идеальное убийство — Мохамед Караман
- 1998 — Опасные пассажиры поезда 123 — Мистер Блю
- 1997 — Адвокат дьявола — Митч Уивер, Гарсон Дидс
- 1997 — Путь в рай — Шейх Омар Абдель-Рахман
- 1997 — Пятый элемент — генерал Стаерд
- 1995 — Эйс Вентура 2: Когда зовёт природа — Фултон Гринволл
- 1995 — Черный лис
- 1995 — Черный лис: Цена мира
- 1993 — Озорные анимашки — дополнительные голоса
- 1993 — На линии огня — Митч О’Лири
- 1993 — Горячие головы! Часть 2
- 1992 — Дуплет — Эдис
- 1992 — Отступник — капитан Франк
- 1992 — Игры патриотов — инспектор Роберт Хайленд
- 1991 — Отдушина — Юрий Стрепетов
- 1991 — Крысы, или Ночная мафия
- 1991 — Седая легенда — князь Кизгайла
- 1991 — Билли Батгейт — отец Маккенеми
- 1990 — Славные парни — Мори Кесслер
- 1990 — Крепкий орешек 2 — Ричард Торнберг
- 1989 — Султан Бейбарс
- 1989 — Этюды о Врубеле — от автора
- 1989 — Вход в лабиринт
- 1989 — Откройте, полиция!. 2/
- 1989 — Чернокнижник — следователь
- 1988 — Миссисипи в огне
- 1988 — Мёртв по прибытии[англ.] — президент колледжа
- 1987 — Танцуй, танцуй — Манек
- 1987 — Приключения Элли и Рару
- 1986 — Сувенир- Сакут
- 1986 — Михайло Ломоносов — Григорий Теплов
- 1986 — Одиночка — брат Кармони
- 1986 — Путешествия пана Кляксы — боцман Банк
- 1986 — Берег москитов — Преподобный Спеллгуд
- 1986 — Остатки — мистер Вигганс
- 1986 — Неуязвимый
- 1985 — Двойной капкан
- 1985 — Вариант «Зомби» — Жак, владелец яхты
- 1985 — Последняя индульгенция — майор Розниекс
- 1985 — Внимание! Всем постам… — Голос за кадром
- 1984 — Две версии одного столкновения — Павлов
- 1984 — Седьмая мишень — инспектор Даниэль Эсперанса
- 1984 — Как три мушкетёра — Доктор Бакши
- 1984 — Амадей
- 1984 — Вспышка — Карсон
- 1984 — Следователь — комиссар Перрота
- 1983 — Мираж — Купер
- 1983 — Сокровища древнего храма — Рандхир
- 1983 — Жизнь так коротка — Пратап
- 1983 — День длиннее ночи — Арчил
- 1983 — Волшебная ночь — Ибрух
- 1983 — Весёленькое воскресенье
- 1982 — Самрат / Samraat (Индия) — Гомес
- 1982 — Всемогущий
- 1981 — Трудное начало — Георгий
- 1981 — Право на выстрел — Чиф
- 1981 — Знахарь — Прокоп
- 1981 — Закон любви — Князь Богдан
- 1981 — Долгая дорога в дюнах
- 1980 — Скупой
- 1980 — Люди в океане — Закадровый текст
- 1979 — Пираты XX века — Боцман
- 1978 — Ралли — Гунар Грауд
- 1978 — Оазис в огне — Ризван
- 1978 — До последней капли крови
- 1977 — Я боюсь — полковник Руис
- 1977 — Удар в спину — Имаш
- 1977 — Смерть негодяя
- 1977 — Скорпион — Жако
- 1977 — Возвращение — Бидзина
- 1976 — Поди-ка разберись (киноальманах) — секретарь
- 1975 — Школа господина Мауруса — Молотов
- 1975 — Стрелы Робин Гуда — Алан Эдейл
- 1975 — Один на один — Михаель Меа
- 1975 — Капитан Немо — Нед Ленд (роль Владимира Талашко)
- 1974 — Пламя — Красько
- 1973 — Попутный ветер — Эдуард
- 1973 — Побег из тьмы — Анвар
- 1973 — Насими — Дервиш
- 1972 — На углу Арбата и улицы Бубулинас — Александракис
- 1972 — Живите, девушки — Шамси
- 1971 — Назови пароль! — Иван Шибла
- 1971 — Камень на камень — Мечисловас
- 1971 — Девушка из камеры № 25 — Анатолий
- 1970 — Семеро сыновей моих — Шахсувар
- 1970 — Мужское лето
- 1969 — Профессор преступного мира — Чисар
- 1969 — В одном южном городе — Мурад
- 1968 — Щит и меч
- 1968 — Каменный крест — вор (роль Борислава Брондукова)
- 1968 — Фальшивая Изабелла — Гарами
- 1968 — Выстрел на перевале Караш / Караш-Караш окуясы — переводчик Кучуков
- 1968 — Всадники революции — Кариев
- 1967 — Сергей Лазо — Медведев
- 1967 — Он пошёл один — Херберт Геердтс
- 1967 — Материнское поле — Джайнак
- 1967 — Карточный домик — Чако
- 1966 — Листопад — Отари
- 1965 — Рукопись, найденная в Сарагосе — Дон Лопез Соарез
- 1964 — Пир хищников — доктор Марсильяк
- 1962 — Дьявол и десять заповедей Дени Майё
- 1960 — Рокко и его братья — Симоне Паронди
- 1939[источник не указан 4013 дней] — Унесённые ветром

## Награды
- Заслуженный артист РСФСР (13 мая 1991)